# Океанічне плато

Карта, що показує розташування океанічних плато (зеленим) в регіоні Австралії та Нової Зеландії в південній частині Тихого океану.

Океанічне плато (підводне плато) — великий, відносно плаский підводний терен, складений переважно з базальту, що здіймається значно вище рівня навколишнього морського дна Деякі океанічні плато мають континентальну кору, і часто переривають континентальний схил, деякі плато є підводними залишками великих магматичних провінцій.
У світі існує 184 океанічних плато, які займають площу 18 486 600 км2 (7 137 700 квадратних миль), або близько 5,11% площі океанів. Південна частина Тихого океану навколо Австралії та Нової Зеландії містить найбільшу кількість океанічних плато.

## Загальний опис
Океанічні плато часто піднімаються на 2–3 км (1,2–1,9 миль) над навколишнім океанським дном.
Утворюються в результаті масштабних підводних вивержень за короткий (в геологічному сенсі) проміжок часу, на кшталт континентальних трапів — Деканські трапи в Індії та Долина Снейк-Рівер на Північному заході Тихоокеанського узбережжя США .
Геологи вважають, що магматичні океанічні плато цілком можуть бути етапом у розвитку континентальної кори, оскільки вони, як правило, менш щільні, ніж океанічна кора водночас щільніше, ніж нормальної континентальна кора.
Відмінності щільності в коровому матеріалі значною мірою виникають через різне співвідношеннях різних елементів, особливо кремнію. Континентальна кора має найбільшу кількість кремнію (Кислі гірські породи). Океанічна кора має меншу кількість кремнію (Основні гірські породи). Магматичні океанічні плато займають проміжне положення між континентальною та океанічною корою, хоча вони більш основні ніж кислі.
Потужність кори під плато може досягати 30 км. Частини плато можуть виступати над поверхнею океану утворюючи океанічні острови і атоли.
Океанічні плоскогір’я, утворені великими виверженими провінціями, часто пов’язані з гарячими точками, мантійними шлейфами та вулканічними островами, такими як Ісландія, Гаваї, Кабо-Верде та Кергелен. Три найбільших плоскогір'я — Карибське, Онтонг-Ява і Середньо-Тихоокеанські гори — розташовані на термальних хвилях. Інші океанічні плато, однак, складаються з рифтової континентальної кори, наприклад, Фолклендське плато, Хребет Лорд Хау та частини плато Кергелен, Сейшельських островів і арктичних хребтів.
Плато, утворені великими магматичними провінціями трапового магматизму.
На відміну від базальтів континентального походження, більшість магматичних океанічних плато прориваються крізь молоду та тонку (6–7 км (3,7–4,3 милі)) мафітову або ультраосновну кору і, отже, не забруднені кислою корою та репрезентативні для своїх мантійних джерел. Ці плато часто піднімаються на 2–3 км (1,2–1,9 милі) над навколишнім океанським дном і є більш плавучими, ніж океанічна кора. Тому вони, як правило, витримують субдукцію, особливо коли вони товсті та коли досягають зон субдукції незабаром після свого утворення. Як наслідок, вони, як правило, «стикуються» до континентальних окраїн і зберігаються як нарощені террейни. Такі террейни часто краще збереглися, ніж оголені частини базальтів континентальної кори, і, отже, є кращим записом великомасштабних вивержень вулканів за всю історію Землі. Це «стикування» також означає, що океанічні плато є важливими факторами зростання континентальної кори. Їхнє утворення часто справляло суттєвий вплив на глобальний клімат.
Базальти океанічних плато
Океанічні плато складені толеїтовими MORB базальтами. Вони відрізняються від базальтів серединно-океанічних хребтів підвищеної поширеністю базальтів збагачених несумісними елементами — базальтів типу E-MORB. При поглинанні океанічної кори з плато в зоні субдукції можуть відбуватися значні зміни. У такому випадку частини плато можуть бути зрізані і включені в склад акреційного клина. Потрапивши в мантію, кора збільшеної потужності охолоджує значний обсяг мантії в результаті не утворюються магми у слябі і припиняється витоплення розплавів в зоні субдукції. Це призводить до того, що над тим сегментом зони субдукції, в яких відбувається поглинання океанічних плато, припиняється або слабшає сильно магматизм. Така обставина склалася в частині Андійської зони субдукції в районі Перу.

## Список океанічних плато

### Континентальні океанічні плато
- плато Кемпбелл (Океанія)
- плато Челленджер (Океанія)

### Магматичні океанічні плато
- Агульяс (плато)[5] (південний захід Індійського океану)
- Кергеленське плато (Індійський океан)
- Карибсько-колумбійське плато (Карибське море)
- Плато Ексмут (Індійський океан)
- Плато Хігурангі (південний захід Тихого океану)
- Плато Маніхікі (південний захід Тихого океану)
- Маскаренське плато (Індійський океан)
- Плато Натураліст (Індійський океан)
- Плато Онтонг-Ява (південний захід Тихого океану)
- Височина Шатського (Північна частина Тихого океану)
- Плато Ворінг (Північна Атлантика)
- Террейн Врангелія (Північний схід Тихого океану)
- Плато Єрмак (Арктика)

## Інтернет-ресурси
- Gsa.confex.com: "Oceanic Plateaus: Nuclei for Archean Cratons" [Архівовано 2012-02-06 у Wayback Machine.]
- Tristan.ferroir.free.fr: "On the oceanic plateaux"—(фр.)